# Книга вымышленных существ
«Книга вымышленных существ» — книга, написанная Хорхе Луисом Борхесом в 1954 году в соавторстве с Марией Герреро. Первоначально книга называлась «Учебник по фантастической зоологии» (исп. Manual de zoología fantástica), в 1967—1969 годах была дополнена и получила заглавие «Книга вымышленных существ» (исп. El libro de los seres imaginarios).

## Особенности
«Книга вымышленных существ» — современная версия популярного в средневековье жанра бестиария. Темы энциклопедий, организации памяти, сопоставления вымысла и реальности были важны для Борхеса; энциклопедический труд «Книга вымышленных существ» может считаться образцом борхесовских антологий несуществующего («Книга ада и рая», «Книга сновидений», и др.). Книга построена как сборник статей энциклопедического характера, содержащих краткое описание многих мифических и других вымышленных существ, источников, пересказ связанных мифов. В книге содержится информация о более чем 120 существах, как персонажей мифов, фольклора или литературы, так и любых плодов воображения, например — предметов рассмотрения или мысленных экспериментов философов.
Заявленная как справочник и источник информации по вымышленным существам, книга представляет собой игру с формой энциклопедии, пародией на неё: Борхес лишь играет в энциклопедию, нередко переиначивая текст упоминаемых источников, а то и подделывая их, меняя их контекст и смысл, что вообще свойственно его творческой манере. В своей работе Borges the taxonomist Анджела Картер отмечает, что приводимые Борхесом библиографические сноски зачастую апокрифичны, поскольку он «любит мнимые ключи, неподтвержденные сведения, выдуманные библиографии». Среди тем, рассматриваемых Борхесом в его книге — идея монстра, как уникального сочетание универсальных частей, и в принципе возможности комбинаторики, как метода, создающeго новые смыслы.
Этот своеобразный каталог отличается эксцентричностью, и по заявлению Борхеса, является своего рода калейдоскопом, предназначенным для чтения в случайном порядке и для получения удовольствия от бесполезной эрудиции. В энциклопедии «Британника» указано, что «Книга вымышленных существ», наряду с другими поздними произведениями, почти стирает границы между прозой и поэзией. Эта книга послужила источником вдохновения для многих авторов.

## Список существ
- А Бао А Ку — существо, которое живёт на лестнице Башни Победы в Читоре.
- Абту и Анет — две одинаковые рыбы, которые, в соответствии с египетской легендой, плыли в передней части корабля бога солнца Ра, предотвращая опасности в пути.
- Амат — существо с головой крокодила, телом льва и ногами бегемота.
- Амфисбена — двухголовая змея, вторая голова которой находится на хвосте.
- Аннамские тигры — четыре духа, живущие в тиграх и правящие четырьмя сторонами света.
- Ангелы Сведенборга — души, избравшие небесную обитель.
- Ахерон — терпящий наказание титан, обитающий у Южного полюса, под созвездиями антиподов.
- Бальдандерс — существо, объединяющее в себе многие формы. У него человеческая голова и туловище, хвост рыбы, ноги от козла, а крылья и когти от птицы.
- Банши — дух женщины, который является возле дома обречённого на смерть человека и своими характерными стонами и рыданиями оповещает, что час его кончины близок.
- Бахамут — огромная рыба, на которой стоит бык, поддерживающий лбом всю земную твердь.
- Бегемот — массивное существо, одновременно похожее как на слона, так и на бегемота, либо на немыслимую и пугающую помесь этих двух животных.
- Баромец — существо, которое на самом деле является растением в форме ягнёнка с золотой шерстью.
- Брауни — человечки бурого цвета, которые любят исполнять разные домашние работы, пока хозяева спят.
- Бурак — конеподобное существо с длинными ослиными ушами и с крыльями и хвостом павлина. Оно также может иметь мужское лицо.
- Валькирии — девы-воительницы в скандинавской мифологии.
- Василиск (кокатрис) — существо с головой петуха, туловищем и глазами жабы и хвостом змеи. Очень ядовитое, и его взгляд может обратить любого в камень.
- Выравниватель — слоноподобное существо, ассоциируемое с планетой Нептун.
- Восьмиглавый змей — огромный змей с восемью головами и восемью хвостами. У него красные глаза, а вдоль спины растут деревья.
- Гарпии — злобные похитительницы детей и человеческих душ, внезапно налетающие и так же внезапно исчезающие, как ветер.
- Гаруда — существо явилось на горе богу Вишну. У него одна половина тела мужская, а другая подобна грифовой.
- Гибрид — помесь каких-либо двух или нескольких существ. Животное, которое описал Кафка в рассказе «Описание одной борьбы», которое является наполовину котом и наполовину ягнёнком. Его мех шелковистый и мягкий, у него кошачье лицо и когти. Оно не издаёт каких-либо звуков и не охотится на крыс.
- Гиппогриф — существо впервые описал Лудовико Ариосто в своей поэме «Неистовый Роланд». Является одновременно полуконём и полугрифоном.
- Гномы — человекоподобные карлики, живущие под землёй.
- Голем — существо, созданное из неживой материи.
- Грифоны — существо, сочетающее черты орла и льва.
- Доппельгангер — жуткий образ, который появляется как отражение в окне или в зеркале. Является отражением астрального тела или ауры. Его появление предсказывает неминуемую смерть.
- Демоны Сведенборга — это люди, которые после смерти отказались от рая и избрали ад.
- Джинны — разумные существа, созданные Аллахом. Они бывают мужского или женского пола, бывают добрыми и злыми, могут быть невидимыми или появиться в виде облака.
- Дракон западный — огромное змееподобное крылатое существо, способное выдыхать пламя.
- Дракон восточный — в отличие от западного, этот дракон является священным и не всегда имеет крылья. Может стать невидимым, если того пожелает.
- Единорог — лошадь с растущим изо лба рогом.
- Животное, снившееся Кафке — животное, похожее на кенгуру с плоской человекоподобной мордой и очень длинным хвостом.
- Животное, снившееся Льюису — животное, похожее на собаку, способное издавать звуки, подобно пению.
- Животное, снившееся По — небольшое животное с чисто-белым мехом и ярко-красными когтями и зубами. Его голова похожа на кошачью, за исключением собачьих ушей.
- Зеркальные существа — символические персонажи китайской мифологии, обнаруживаемые в глубине зеркал.
- Ихтиокентавр — от талии вверх существо имеет вид человека, но ниже талии у него есть плавники и хвост рыбы.
- Ками — существо в виде гигантского сома, которое живёт под поверхностью земли, вызывает землетрясения своими движениями.
- Карбункул — таинственное существо из фольклора шахтёров Южной Америки, имеющее драгоценный камень в голове.
- Катоблепас — чёрный буйвол с головой свиньи. Голова этого существа настолько тяжёлая, что она постоянно низко висит. Оно также как и василиск может убивать взглядом.
- Кентавры — существа с головой и туловищем человека на теле лошади.
- Китайский лис — существа выглядят как обычные лисы, но иногда их можно заметить стоящими на задних лапах. Они, предположительно, живут около тысячи лет и могут видеть будущее.
- Китайский феникс — очень красивые птицы, похожие на павлина. Имеют три ноги и живут на солнце.
- Кирин — китайский единорог, одно из четырёх сулящих благо животных в китайской мифологии.
- Кракен — морской дракон или змей. Иногда его изображают в виде осьминога.
- Косматый зверь из Ла-Ферте Бернар — чудовище из средневекового французского фольклора.
- Крокотта и Левкрокотта — крокотты описываются как гибрид собаки и волка, который может имитировать голос человека. Левкрокотты очень похожи на них, но напоминают гибрид антилопы и гиены.
- Кужата — гигантский бык с тысячами глаз, носов, рогов и ног, который стоит на спине Бахамута и поддерживает лбом мир.
- Ламедвовники — тридцать шесть праведников, назначение коих — оправдывать мир перед Богом.
- Ламии — существа, выше пояса имеющие форму красивой женщины, нижняя же половина у них змеиная.
- Лемуры — привидения, появляющиеся в виде вампиров и высасывающие кровь у живых людей.
- Лернейская гидра — порождение Тифона и Ехидны.
- Лилит — первая жена Адама.
- Лунный заяц — заяц, душу которого Будда отправил на Луну.
- Мандрагора — магическое живое растение. Когда его вырывают с корнем, оно кричит, крик этот может свести с ума тех, кто его слышит, запах её листьев так силён, что от него люди становятся немыми.
- Мантикора — существо с туловищем льва, человеческим лицом, голубыми глазами, голосом, подобным звучанию свирели, тремя рядами зубов во рту, ядовитым скорпионьим жалом на хвосте и отравленными шипами, которыми она может выстреливать.
- Мать черепах — гигантская черепаха из воды и огня.
- Минотавр — существо с головой быка и туловищем человека.
- Мирмеколеон — гибрид муравья и льва, который неизбежно голодает, потому что не может есть ни мяса, ни зерна, хотя львиная половина предпочитает первое, а его муравьиная — второе.
- Морской конь — дикий конь, обитающий в море.
- Наги — существа с человеческими лицами и змеиными телами (смесь дракона, змеи и крокодила), населяющие подземное озеро Потала.
- Небесный петух — также известный как «Петух зари», имеет три ноги и живёт на дереве Фу-санг высотой в милю, которое растёт в «районе рассвета». Согласно легенде, он кукарекает три раза в день — один раз на рассвете, один раз в полдень и один раз, когда садится солнце.
- Небесный олень — ведут скрытный образ жизни в подземных шахтах. Они будут пытаться подкупать и даже мучить шахтёров, стремясь добраться до поверхности, где они превращаются в смертоносную жидкую форму.
- Наснас — существо в форме половины тела человека, с одной ногой, одной рукой, одним глазом и половиной сердца.
- Нимфы — духи стихий женского пола. Тот, кто их увидел, мог ослепнуть, а если видел их нагими, умирал.
- Норны — три вещие девы, сидящие у источника под деревом Иггдрасиль, которое есть весь мир. Они неумолимо прядут нить человеческой судьбы.
- Одноглазые существа — представители древней расы гигантов, у каждого из которых по одному глазу в центре лба.
- Одрадек — сюрреалистическое существо, напоминающее плоскую зубчатую катушку для ниток, как будто обмотанную обрывками ниток самых разных сортов и цветов. Упоминается в рассказе Ф. Кафки «Забота главы семейства».
- Пантера[англ.] — существо из средневековых легенд, напоминающее большую кошку с разноцветной шкурой. Древние греки считали пантеру одним из любимых животных бога Диониса.
- Парки — богини судьбы или предсказатели.
- Пеликан — по одной из средневековых легенд, мифологический пеликан разрывал клювом собственную грудь и вскармливал потомство кровью.
- Перитон — крылатый олень, подобный пегасу, отбрасывает человеческую тень.
- Пигмеи — карлики ростом в 27 дюймов, которые проживали в горах Индии.
- Птица, вызывающая дождь — птица создаёт дождь, принося воду из рек в клюве.
- Птица Рух — огромная птица размером с остров, способная уносить в своих когтях и пожирать слонов и каркаданнов.
- Птица Феникс — птица, обладающая способностью сжигать себя и возрождаться из пепла.
- Ремора — рыба-прилипала, в древние времена считалось, что ремора не даёт кораблю плыть.
- Саламандра — ящероподобное существо, ей приписывают родство с огнём, иногда конкретно отождествляется с огнём как со стихией.
- Саратан — морское существо такой величины, что на нём растут леса, текут реки и стоят горы.
- Сатиры — существа с козлиными ногами, туловищем, руками и лицом человека, рожками на лбу, остроконечными ушами и орлиным носом.
- Свинья-с-цепями — существо скользит по рельсам и иногда бегает по телеграфным проводам, оглушительно грохоча своими цепями.
- Сильфы — духи воздуха.
- Симург — существо в виде огромного сокола с женской грудью или хищной птицы с чертами льва или собаки.
- Сирены — птицы с красноватым оперением и лицами юных дев. Дивным пением завлекают моряков на скалы и рифы, их телами и питаются.
- Сквонк — существо, обитающее в хвойных лесах, кожа которого вся покрытая родинками и бородавками, поэтому он ужасно несчастлив. Это самая болезненная из всех тварей. Шуточное латинское обозначение этого существа можно примерно перевести как «слезнотело растворяющееся» (lacrimacorpus dissolveus).
- Слон, предсказавший рождение Будды — белый слон с шестью бивнями, который явился во сне и предсказал рождение Будды.
- Стоглав — это рыба, порожденная сотнею бранных слов, произнесённых в течение жизни.
- Сферические существа — по утверждению Платона, наша Земля является живым существом, и остальные планеты и звёзды тоже живые.
- Сфинкс — существо с головой женщины, лапами и телом льва и крыльями орла.
- Сцилла — нимфа, возлюбленная Главка, одного из морских богов, которая впоследствии обратилась в скалу.
- Сын Левиафана — существо из средневековой легенды, «дракон, который был наполовину зверем, наполовину рыбой».
- Талос — бронзовый человек, страж острова Крит.
- Таоте — существо, имеющее одну злобную голову, от которой отходят два туловища — одно — налево, второе — направо.
- Термические существа — невидимые и даже неосязаемые существа, состоящее только из тепла.
- Тетраморф (Ганиэль, Кафзиэль, Азриэль, Аниэль) — иногда их называют ангелами. Этих существа обладают одновременно лицами мужчины, льва, тельца и орла. Они также обладают четырьмя крыльями.
- Трёхногий осел — это массивное существо стоит в центре океана. У него три ноги, шесть глаз, девять ртов и один золотой рог.
- Тролли — злобные и глупые эльфы, живущие в горных пещерах и ветхих хижинах. Самые знатные у них — с двумя или тремя головами.
- Уроборос — змея, заглатывающая свой хвост и символизирующая бесконечность.
- Фаститокалон — мифический кит или морская черепаха размером с остров.
- Феи — самые многочисленные, самые красивые и самые примечательные из всех второстепенных сверхъестественных духов.
- Хейока — божество грома в мифах индейцев сиу и дакота, покровитель охоты.
- Хочиган — древний бушмен, укравший у животных дар речи. Борхес связывает это с идеей Декарта о том, что «обезьяны молчат, чтобы не работать», и с рассказом аргентинского писателя Лугонеса о шимпанзе, умершем от напряжения после того, как он научился говорить.
- Химера — существо с головой льва, телом козы и хвостом змеи.
- Хумбаба — гигант с когтями грифа, лапами льва, рогами быка и хвостом змеи.
- Цербер (Кербер, Канцербер, Cerberus) — трёхголовая собака, охраняющая врата в подземный мир в греческой мифологии.
- Чернильная обезьяна — животное, которое водится на севере, имеет в длину четыре-пять дюймов; глаза у него алые, шерсть чёрная, как агат, шелковистая и мягкая, как подушка. Её отличает необычная черта — страсть к индийским чернилам.
- Чеширский кот — озорная кошка с большой ухмыляющейся мордой. Он также может сделать себя невидимым, оставив после себя только свою бестелесную улыбку.
- Элои и Морлоки — в романе «Машина времени» Герберта Уэллса описывается, что люди эволюционируют (или превращаются) в два разных вида. Элои — худые и хрупкие ремесленники, питающиеся фруктами. Морлоки — слепые рабочие, живущие под землёй и поднимающиеся на поверхность в безлунные ночи, чтобы поохотиться на элоев.
- Эльфы — крохотные человекоподобные создания, их часто изображают с заострёнными ушами. Они известны тем, что причиняют всевозможные вредности, такие как спутывание волос и кража скота.
- Юварки — существо, являющееся наполовину женщиной и наполовину птицей. Обитает на антарктических островах. Фигурирует в романе The Life and Adventure Peter Wilkins a Cornish Man (1751) Роберта Палтока.